# What's My Age Again?
What's My Age Again? är en singel från 1999 av skatepunkbandet blink-182. Låten brukar räknas som bandets stora genombrott.

## Låtens handling
- Låten handlar, enligt Hoppus själv, om en person som har Peter Pan-komplex, alltså en person som fortsätter att bete sig barnsligt trots att han är vuxen, för att han aldrig vill växa upp.[1]
- Tom DeLonge anser att låten handlar om Mark Hoppus.

## Musikvideon
I musikvideon, som kan vara deras mest kända, springer bandmedlemmarna Mark Hoppus, Tom DeLonge och Travis Barker runt nakna i en stad (Los Angeles). Huvudpersonerna skäms inte det minsta, och de drar på sig en hel del uppmärksamhet från personer de möter, bland andra en känd lesbisk porrstjärna. Deras könsorgan är hela tiden censurerarade, men på riktigt är de inte nakna utan de bär hudfärgade stringkalsonger.